# Oleg Karavaichuk
Oleg Karavaichuk (Kiev, 28 de diciembre de 1927-San Petersburgo, 13 de junio de 2016) fue un compositor soviético y ruso, que compuso la música para muchas películas y obras de teatro. Entre sus obras destacan la música para las películas Madre se casó, Monólogo, Ciudad de los Maestros, Pie. Se han publicado dos CD de su música: Valses e interludios y Concierto Grosso, así como DVD Mano de Gogol.

## Biografía
Comenzó a escribir música desde la infancia. Su padre, violinista, fue detenido cuando Oleg tenía dos años. A los 7 años tocó ante Iósif Stalin. Este episodio salvó a su padre de los campos de trabajo. En marzo de 1943 participó en un concierto para jóvenes músicos en la celebración del 80.º aniversario del Conservatorio de Tashkent. En 1945 se graduó en piano en la Escuela de Música en el Conservatorio de Leningrado. Entre 1945-1951 estudió en el Conservatorio Estatal de Leningrado (Conservatorio Estatal de San Petersburgo, ahora lleva el nombre de Rimski-Kórsakov), su profesor de piano fue Samario Savshinsky.
Desde 1953 ha estado trabajando en el cine aunque afirma que comenzó a trabajar en el cine porque era el único tipo de creación que no estaba prohibido por la KGB. En la década de los 60 tuvo lugar su única aparición pública en el escenario del Concert Hall de Leningrado (ahora Kontsertny Zal u Finlándskogo). El evento casi se convirtió en un escándalo. La siguiente vez que Oleg Karavaichuk pudo salir a escena fue dos décadas más tarde – el 25 de abril de 1984. Este escenario fue la Casa de Actores de Stanislavski, entre el público estaban los artistas de teatro de Leningrado. Esta vez Oleg se reveló como un virtuoso pianista tocando las obras de Músorgski y Beethoven. Sin embargo, hasta 1990 el público más amplio sólo conocía a Karavaichuk como compositor de cine y teatro, ya que sus conciertos fueron prohibidos, su familia fue perseguida periódicamente, y sus obras retiradas. Hasta el día de hoy hay muchas de sus obras que no han sido publicadas y se almacenan en sus archivos. Todo esto llevó al hecho que el compositor se apartara de la sociedad y empezó a seguir un estilo de vida muy cerrado, que conservó hasta su muerte.
Durante muchos años Karavaichuk vivió con su madre en la isla Vasílievski. La gente solía verlo en la calle y las tiendas cercanas. Debido a su aspecto y comportamiento extravagantes (su forma de caminar y comunicarse con los vendedores, gafas de sol, largos mechones de pelo debajo de su boina), Oleg Karavaichuk ganó el apodo de "El Compositor Loco". 
Muchas de las obras de Karavaichuk son desconocidas en Rusia, sin embargo, son apreciadas en el extranjero. Karavaichuk compuso la música para varios ballets. Después de 1989 Karavaichuk visitó Londres, donde participó en un programa de radio de la BBC dentro de la emisora para el público ruso. En uno de los programas expresó sus impresiones de la capital británica de una manera vocal (cantó sonidos). Los presentadores estaban encantados y lanzaron a Karavaichuk a la fama; así los habitantes de Leningrado se dieron cuenta de que "el compositor loco" es un talento, un genio de la composición.
En cine, Oleg Karavaichuk colaboró con Serguéi Paradzhánov, Vasili Shukshín, Ilyá Averbaj, Kira Murátova ("Los encuentros breves", "La larga despedida") y otros. Karavaichuk también colaboró con los vanguardistas, sobre todo con Serguéi Kuriojin. El 1 de abril de 2009 Karavaichuk participó en la obra "El Diario de un loco" en el centro cívico del Lensovet en San Petersburgo en honor del 200.º aniversario del nacimiento de Nikolái Gógol en colaboración con Renata Litvínova y Aleksandr Bashírov. Sin embargo, no por culpa de Karavaichuk, sino debido a la organización incompetente, la obra resultó ser un escándalo y esto fue lo que se reflejó en los medios de comunicación.
A pesar de las dificultades financieras, el compositor se negó participar en proyectos comerciales y trabajó sólo en los proyectos que le interesan de manera creativa. A menudo participaba en performances de fusión de su música, con danza clásica y moderna, poesía y vídeo. Su escandalosa actuación con una funda de almohada en la cabeza tocando el piano acostado o de rodillas se convirtió en su marca de identidad. El compositor la explicaba como su deseo de concentrarse y quedarse sólo con su música. Su principal línea de trabajo fue una composición de improvisación: en presencia de espectadores se sienta al piano y compone la obra mientras la toca. Dos de los más grandes teatros de San Petersburgo: "Aleksandrinsky" y MDT - "Teatro de Europa" utilizaron su música escrita especialmente para los espectáculos "Izótov" y "Demonios". Vivía en San Petersburgo, en el suburbio de Komarovo.

## Premios
- 2002 – Premio “Aries de oro” a la mejor música para la película “La noche oscura” (2001, dirigida por O. Kovalov).
- 2009 – Premio de Serguéi Kuriojin “Por logros en el desarrollo del arte moderno”, fundado por la Fundación y el Centro de Serguéi Kuriojin.[6]
- 2010 – Nominado para el premio “El lobo estepario“ en categoría “Algo Especial”.

## En la cultura
- El documental Oleg y las raras artes (2016) de Andrés Duque profundiza en los comportamientos tan particulares del artista.[7]